# 무산소 호흡

무산소 호흡(anaerobic respiration)은 세포 호흡의 일종으로 전자의 최종 수용체로 산소를 쓰는 산소 호흡과 달리 전자의 최종 수용체로 다른 물질을 쓰는 세포 호흡이다. 산소 대신에 쓰이는 물질로는 황산염(sulfate, SO42−), 질산염(nitrate, NO3−), 황(sulfur, S), 푸마르산(fumarate, HOOCCH=CHCOOH) 등이 있다.
무산소 호흡을 하는 생물로는 절대혐기성 미생물과 조건혐기성 미생물, 그리고 산소내성 미생물이 있다.
발효는 세포 호흡과 기작이 다르기 때문에 일반적으로 무산소 호흡에 포함시키지 않는다.

## 같이 보기
- 발효(fermentation)